# Die Wacht am Rhein
"Die Wacht am Rhein" (njem. Straža na Rajni) njemačka je domoljubna pjesma. Napisana je za vrijeme njemačkih sukoba s Francuskom te je bila vrlo popularna tijekom francusko-pruskog rata i Prvog svjetskog rata.

## Uporaba u Njemačkoj
Od Prvog svjetskog rata do 1945. "Straža na Rajni" je bila jedna od najpopularnijih pjesama u Njemačkoj, gotovo popularna kao "Deutschlandlied".